# Xuchang
Xuchang (cinese: 许昌; pinyin: Xǔchāng) è una città con status di prefettura della provincia dell'Henan, nella Cina centro-orientale.

## Geografia antropica

### Suddivisioni amministrative
La prefettura di Xuchang è a sua volta divisa in 3 distretti (di cui 2 città-distretto) e 3 contee.
- Distretto di Weidu - 魏都区 Wèidū Qū ;
- città di Yuzhou - 禹州市 Yǔzhōu Shì ;
- città di Changge - 长葛市 Chánggě Shì ;
- Distretto di Jian'an - 建安区 Jiàn'ān Qū ;
- Yanling - 鄢陵县 Yānlíng Xiàn ;
- Xiangcheng - 襄城县 Xiāngchéng Xiàn.